# Rainbow-Motion-Graphics
Rainbow-Motion-Graphics（レインボーモーショングラフィックス）は、主にアダルトゲームやコンシューマーのムービー（オープニングやプロモーションなど）を作成している、コンテンツイノベーション株式会社傘下のムービー制作ブランド。通称「RMG」。

## 概要
2003年に創立。2004年にハイビジョン株式会社として法人化。2DCGを用いたモーショングラフィックスと、3DCGやアニメをハイブリッドに組み合わせた映像表現が特徴である。近年では、2009年発表のPS3ガスト「ロロナのアトリエ アーランドの錬金術師」オープニングアニメーションに見られるように、フルアニメーション制作も行っている。また、ゲームムービーの他に、サミー株式会社等のパチンコ・パチスロ遊技機の液晶ムービー制作や、芳文社「まんがタイムきららKRコミックスTVCM」で見られるように、マンガをモーショングラフィックで演出したTVCM制作も行っている。名前の由来は、the pillowsの楽曲「ハイブリッド レインボウ」から「Rainbow」、動画を扱うということで「Motion-Graphics」を付けた。近年では略称としての「RMG」が定着している。

## TVCM作品一覧
- 芳文社 まんがタイムきらら「KRコミックスシリーズ」 TVCM
- 芳文社 まんがタイムきららKRコミックス「けいおん!」 TVCM
- 芳文社 まんがタイムきららKRコミックス「魔法少女かずみ☆マギカ」 TVCM
- 芳文社 まんがタイムきららKRコミックス「夢喰いメリー」 TVCM
- アスキー・メディアワークス 電撃文庫「俺の妹がこんなに可愛いわけがない」 TVCM

## コンシューマー作品一覧
- プライベートナース-まりあ-
- 風ノ唄
- Lien 〜終わらない君の唄〜
- 学園ヘヴン BOY'S LOVE SCRAMBLE!
- 学園ヘヴン おかわりっ! BOY'S LOVE ATTACK!
- ダブルリアクション
- Douible Reaction! PLUS
- Apocripha/0
- 帝国千戦記
- おジャ魔女あどべんちゃ〜ないしょのまほう
- バルドフォースエグゼ
- ブルーフロウ
- 蒼い空のネオスフィア
- 蒼い海のトリスティア〜ナノカ・フランカ発明工房記〜
- ショコラ 〜maid cafe "curio"〜
- デュエルセイヴァーディスティニー
- 乙女はお姉さまに恋してる
- エミル・クロニクル・オンライン（ECO）
- true tears
- ひぐらしのなく頃に祭
- Memories Off #5 encore

## アダルトゲーム作品一覧
- ハーレムDAYS
- 大好きな先生にHなおねだりしちゃうおませなボクの/私のぷにぷに
- 水泳教室 〜冬でもスクール水着〜
- BP5800シリーズ 黒百合の館
- スク×スク
- MISS EACH OTHER
- 帝国千戦記
- ダブルリアクション
- ナイトウイザード魔法大戦
- もふ×もきゅ 〜ご主人様のお世話します〜
- 花園の娘
- 聖肛女
- えろっ娘ぐろぅあっぷ
- 朝までフェチバトル!揺れるバスガイドVS優遇接待#
- 六ツ星きらり
- ぷにぷにはんどメイド
- そらうた
- サマーラディッシュバケーション!!2
- 夕緋ノ向コウ側
- 最終試験くじら -Progressive-
- 先生だ〜いすき2
- LOST-M
- Inclusion〜インクルージョン〜
- ひまわりヶ丘総合病院へようこそ
- Fifth Aile
- PEACE@PIECES
- 咎狗の血
- 魔法はあめいろ?
- ゆりね〜おねえさまがおしえてくれた〜
- マロングラッセ
- WAGA魔々 かぷりちお
- 揺れるバスガイド
- SEVEN-BRIDGE
- ゆのはな
- 魔王と踊れ!
- 姦獄
- ガジェット
- マジカルウイッチアカデミー
- 幼なじみな彼女
- 魔界天使ジブリール -episode2-
- 神様のいうとおりッ くじびきAI-BIKIスクランブル
- 夢みてナイト!
- 盗んでMy Heart
- 絶対地球防衛機 メガラフター
- ふたりでマーヴルしちゃいます!〜昨日の敵は今日も恋人!?〜
- すぱっちゅ!
- ぷちぷち・ご奉仕
- 家族交感 姉・母・妹
- 思春期
- 闇の声異聞録
- はぴねす!
- Fate/hollow ataraxia
- Triptych
- きると
- ボーイミーツガール
- Scarlett
- キミの声がきこえる
- Hello,good-bye
- 学☆王 -THE ROYAL SEVEN STARS-